# Juan Baza
Juan Baza Ganoza (Lima, Perú; 26 de diciembre de 1932-mayo de 2010), más conocido como marciano, fue un futbolista peruano que se desempeñaba como delantero.

## Selección nacional
Fue internacional con la Selección de fútbol del Perú en 10 ocasiones donde anotó 1 gol, desde 1953 hasta 1957.

### Participaciones en el Campeonato Sudamericano
| Competición                  | Sede | Resultado    |
| ---------------------------- | ---- | ------------ |
| Campeonato Sudamericano 1953 | Perú | Quinto lugar |
| Campeonato Sudamericano 1957 | Perú | Cuarto lugar |

## Clubes
| Club                | País | Año         |
| ------------------- | ---- | ----------- |
| Mariscal Sucre      | Perú | 1950 - 1954 |
| Sport Boys          | Perú | 1955 - 1957 |
| Alianza Lima        | Perú | 1958 - 1959 |
| Unidad Vecinal Nº 3 | Perú | 1960        |
| Defensor Lima       | Perú | 1961        |
| Sport Loreto        | Perú | 1962        |

## Estadísticas
Datos actualizados a fin de carrera deportiva.
| Club                | Temp. | Total oficial | Total oficial |
| Club                | Temp. | PJ            | Goles         |
| ------------------- | ----- | ------------- | ------------- |
| Mariscal Sucre      | 1950  | 1             | 0             |
| Mariscal Sucre      | 1951  | 14            | 1             |
| Mariscal Sucre      | 1952  | 16            | 7             |
| Mariscal Sucre      | 1953  | 18            | 13            |
| Mariscal Sucre      | 1954  | 14            | 5             |
| Sport Boys          | 1955  | 13            | 7             |
| Sport Boys          | 1956  | 16            | 11            |
| Sport Boys          | 1957  | 17            | 5             |
| Alianza Lima        | 1958  | 18            | 4             |
| Alianza Lima        | 1959  | 14            | 3             |
| Unidad Vecinal Nº 3 | 1960  | 3             | 0             |
| Defensor Lima       | 1961  | 8             | 1             |
| Total               | Total | 152           | 57            |

## Palmarés

### Campeonatos nacionales
| Título           | Club           | País | Año  |
| ---------------- | -------------- | ---- | ---- |
| Primera División | Mariscal Sucre | Perú | 1953 |